# Galoop
Galoop – trzeci album zespołu Brathanki, wydany w 3 listopada 2003, nakładem Sony Music Entertainment Poland.
Nagrania dotarły do 39. miejsca listy OLiS.

## Lista utworów
1. "Pan z panem w Zakopanem"
2. "Wreszcie się ustatkuj"
3. "Serce z marcepana"
4. "Zarumieni się kalina"
5. "Bukolika z biesiadnym stołem"
6. "Tobie jedno na okrągło w głowie"
7. "Marsz Turecki"
8. "Jam w Twym sercu zamęt"
9. "Co pan powie na to, że nad morzem lato"
10. "Władek Mrowca piekarz"
11. "Obłędny galop"
12. "Nich żyje straż"
13. "Ogień domowy"

## Twórcy
- Anna Mikoś – śpiew
- Magdalena Rzemek – śpiew
- Janusz Mus – akordeon
- Stefan Błaszczyński – flet
- Adam Prucnal – skrzypce, instrumenty klawiszowe
- Jacek Królik – gitary
- Grzegorz Piętak – gitara basowa
- Piotr Królik – perkusja
- Zbigniew Książek – autor tekstów

Pierwotnie album nagrany został z wokalistką Haliną Mlynkovą, jednak po jej odejściu z zespołu w czerwcu 2003 roku jej wokal został usunięty i płytę ostatecznie nagrano z nowymi wokalistkami Anną Mikoś i Magdaleną Rzemek.